# Edvard Orel
Edvard Orel, slovenski vojaški topograf in kartograf, * 5. november 1877, Grljan, sedaj Italija, † 24. oktober 1941, Bolzano.
Orel je leta 1892 stopil v avstro-ogrska kadetnico v Trstu in postal 1896 kadet praškega 28. pehotnega polka. Leta 1905 je v kartografski šoli Vojnogeografskega inštituta na Dunaju dokončal šolanje. Kot topograf in maper je 1907 izumil in konstruiral stereoavtograf. V letih 1915−1917 je opravljal vojaške topografske meritve v Srbiji, Severni Makedoniji, Črni gori in Albaniji. po končani vojni je zavrnil sodelovane z vojnogeografskim inštitutom Kraljevine Jugoslavije in v Bernu ustanovil mednarodno središče za stereografijo. Leta 1921 se je preselil v Bolzano. Tehniška visoka šola v Pragi ga je 1926 imenovala za častnega doktorja (doctor honoris causa), Nemško društvo za fotogrametrijo pa 1927 za častnega člana. Njegovemu delu je bilo posvečenih več mednarodnih znanstvenih simpozijev.